# جوشوا نورتن
جوشوا نورتن (بالإنجليزية: Joshua Norton)‏ هو فنان ومصمم أمريكي، ولد في 10 ديسمبر 1976.